# Gnophos boarmioides
Gnophos boarmioides är en fjärilsart som beskrevs av Edward P. Wiltshire 1967. Gnophos boarmioides ingår i släktet Gnophos och familjen mätare. Inga underarter finns listade i Catalogue of Life.